# PBC Düren-Nord
Der Pool Billard Club Düren-Nord 1980 e.V. (kurz: PBC Düren-Nord) ist ein 1980 gegründeter Billardverein aus Düren.

## Geschichte
Der PBC Düren-Nord wurde 1980 gegründet. In der Saison 1983/84 gewann er im Finale gegen den 1. PBC Berlin 76 den Deutschen 8-Ball-Pokal. In der Saison 1995/96 erreichte der Verein erneut das Finale des 8-Ball-Pokals, unterlag dort jedoch der PSG Erkelenz. Zwei Jahre später gewann man gegen den PBC Friedenau Berlin erneut den Wettbewerb.
In der 1. Bundesliga erreichte der PBC Düren-Nord in der Saison 2003/04 den dritten Platz. Nachdem man 2005 noch Fünfter geworden war, folgte jedoch in der Saison 2005/06 der siebte Platz und somit der Abstieg in die 2. Bundesliga. Dort gelang dem Verein in der Saison 2006/07 als Sechstplatzierter, einen Punkt vor Absteiger Lütgendortmund, der Klassenerhalt, bevor in der Saison 2007/08 mit dem achten Platz der Abstieg in die Oberliga folgte.
Ein Jahr später stieg der Verein direkt in die Verbandsliga ab. Nach der Saison 2009/10 wurde die Mannschaft jedoch abgemeldet.
Thomas Engert wurde als Spieler des PBC Düren-Nord zwischen 1991 und 2004 sechsmal Deutscher Meister im Einzel und viermal Einzel-Europameister. Wolfgang Romich wurde 1992 Deutscher Meister. Zudem spielten unter anderem Karl Braun, Jörg Gutowski, Werner Essing, Andreas Vondenhoff und Rudi Zick für den PBC Düren-Nord.